# Симеон Ананиев
Симеон Ананиев Ананиев е български учен, професор, експерт и стопански деец в сферата на транспорта.
Той е председател на бизнес организацията Клъстер „Зелен транспорт“, член на УС на Българската асоциация на вещите лица и експертите, съдебен експерт (вещо лице) в списъците на Министерство на правосъдието на България за извършване на транспортно-икономически експертизи, преподавател по спедиция, статистика и управление на транспорта във Висше транспортно училище „Тодор Каблешков“. Бивш председател на Асоциацията на българските железопътни превозвачи. Основните сфери, в които работи, са интегрирани транспортни системи и инфраструктура, транспортна логистика и интермодални превози.

## Биография
Симеон Ананиев е роден на 28 октомври 1955 г. През 1981 г. завършва Техническия университет в София, специалност „Експлоатация на железопътния транспорт“. Има редица специализации и следдипломни квалификации, включително магистърска степен по икономика на транспортната фирма във Висше транспортно училище „Тодор Каблешков“ и докторска степен по икономика и управление на транспорта в Университет за национално и световно стопанство.
Започва работа като технолог в БДЖ, железопътен район София от 1981 г. преминава през професионални и управленски равнища в отрасъла, преподава във ВТУ „Тодор Каблешков“. В периода 2006 – 2010 г. е изпълнителен директор на Изпълнителна агенция „Железопътна администрация“ към Министерството на транспорта.
На 3 март 2009 г. със съдействието на Изпълнителна агенция „Железопътна администрация“ и нейния изпълнителен директор (към този момент) Симеон Ананиев стартира нова фериботна линия Варна - Кавказ от Фериботен комплекс Варна.
От 2012 г. е доцент, а от 2018 г. е професор във ВТУ „Тодор Каблешков“. На 19.9.2023 г. е номиниран за кмет на София в предстоящите местни избори от партия МИР.